# Distrito Histórico de Cass-Davenport
El Distrito Histórico de Cass-Davenport contiene cuatro edificios de apartamentos en el Midtown de Detroit, Míchigan. Está delimitado por Cass Avenue, Davenport Street y Martin Luther King, Jr. Boulevard. Fue incluido en el Registro Nacional de Lugares Históricos en 1997. El Milner Arms Apartments colinda con el distrito, pero no está dentro de este.

## Historia
Los cuatro edificios de apartamentos dentro de este distrito representan el cambio en el diseño de los edificios de apartamentos en la ciudad de Detroit: de los pequeños edificios de apartamentos de lujo construidos justo después del cambio de siglo XX a los edificios de apartamentos a gran escala construidos entre 1915 y 1930.
Dos de los cuatro edificios de apartamentos, el Davenport Apartment Building y los Chesterfield Apartments, fueron construidos por Theodore F. Shotwell durante la primera fase de la construcción de apartamentos. Estos edificios de apartamentos eran de pequeña escala e incluían una pequeña cantidad de unidades espaciosas, diseñadas para atraer inquilinos de clase media alta y alta. 
En 1905, Shotwell compró terrenos para los dos edificios y encargó a la empresa de construcción y contratación de albañilería Putnam & Moore que erigiera el apartamento Davenport de siete unidades a un costo de 10,500 dólares. En 1911, Shotwell comenzó la construcción del Chesterfield, a un costo de 26,000 dólares. Los primeros inquilinos de los dos edificios fueron abogados, ejecutivos y viudas.
A medida que la industria automotriz trajo un boom demográfico a Detroit, la demanda de viviendas aumentó sustancialmente. En respuesta, se construyeron edificios de apartamentos que eran edificios de gran escala y alta densidad, con muchos apartamentos más pequeños y utilitarios para atraer a los trabajadores principalmente de clase media que buscaban vivienda. Los dos apartamentos restantes en este distrito se construyeron en esta époc. 
En 1924, John y George Pouroujalian contrataron al arquitecto John Bergman para diseñar los apartamentos Aderna Court, que se construyeron por aproximadamente 119,000 dólares. El Aderna Court contenía espacio comercial en el primer piso además de los apartamentos de arriba, y algunos de los primeros inquilinos comerciales incluían un salón de belleza, lavandería y taberna. También en 1924, la firma Pollmar and Ropes diseñó los apartamentos Naomi, que fueron valorados en 447,000 dólares una vez terminados.
De los cuatro, solo los apartamentos Aderna Court han estado ocupados de forma continua. Sin embargo, a partir de 2006, Chesterfield ha sido remodelado y está nuevamente abierto. Los apartamentos Davenport y Naomi también se han programado para la remodelación.

## Descripción
El distrito incluye cuatro edificios de apartamento cercanos la esquina de Cass Avenida y Martin Luther Rey, Jr. Bulevar: estos edificios tienen de tres a seis pisos de altura y están construidos de ladrillo con piedra caliza o detalles de piedra fundida. El grupo de edificios refleja un cambio en el diseño de los edificios de apartamentos en Detroit: comenzando con los lujosos edificios de apartamentos a pequeña escala construidos cerca de finales del siglo XX y continuando con los edificios de apartamentos a gran escala y de alta densidad construidos entre 1915 y 1930.

## Galería

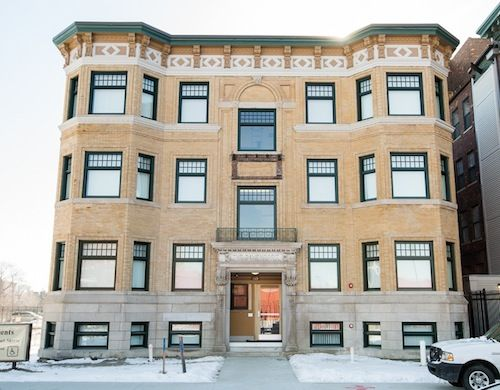
Davenport Apartments (1905)
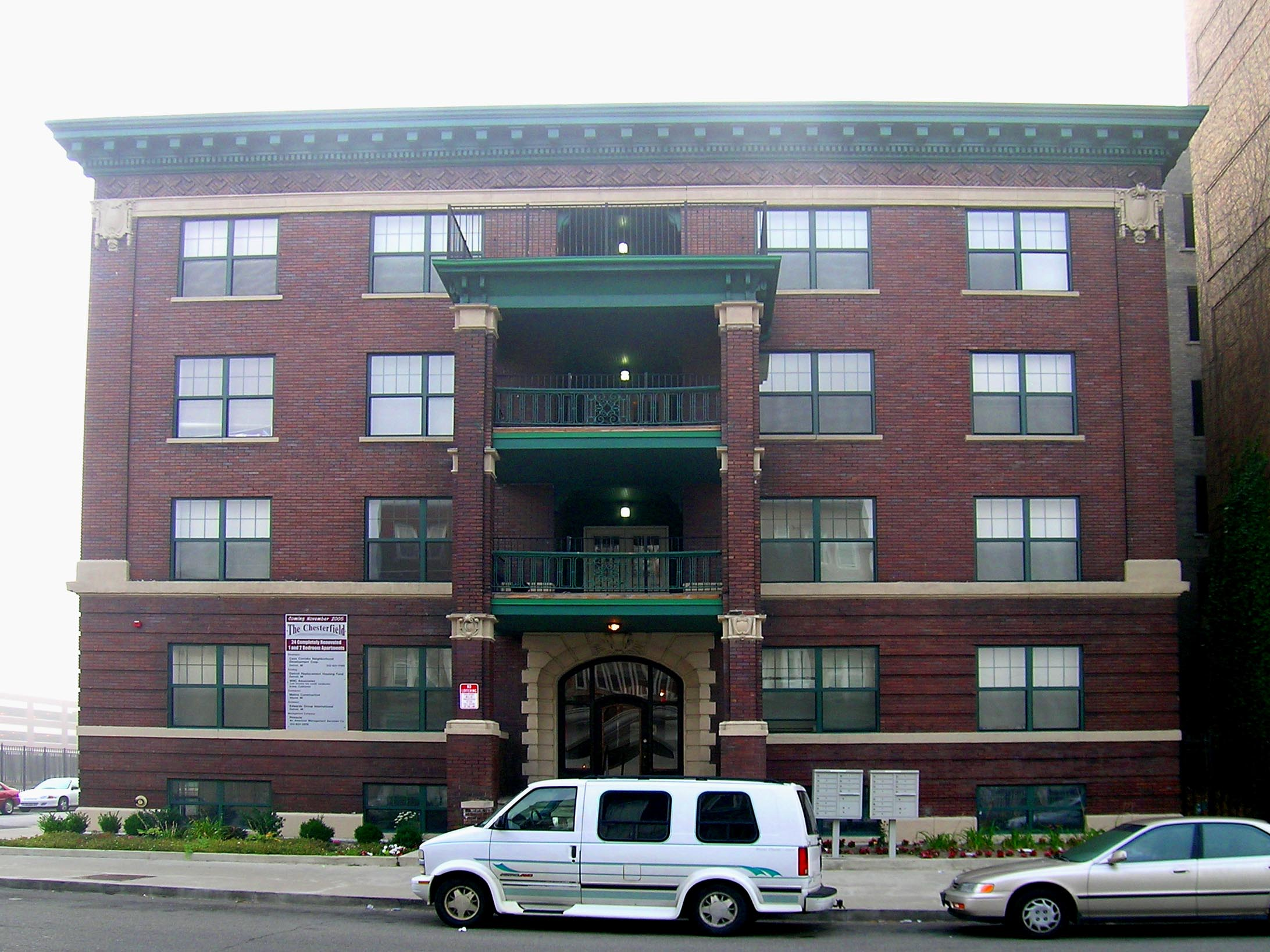
Chesterfield (1911)
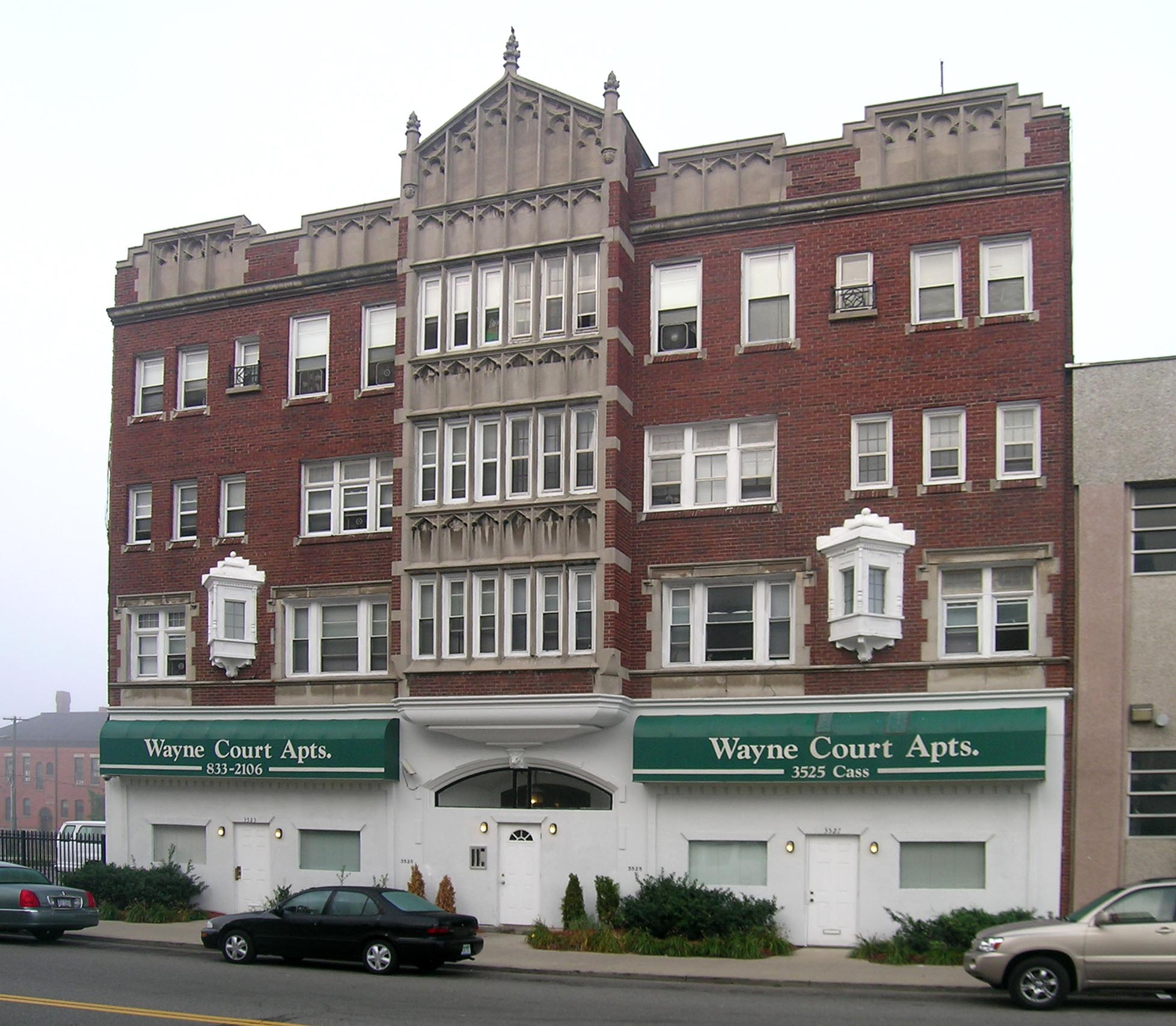
Wayne Court Apartments (1924)
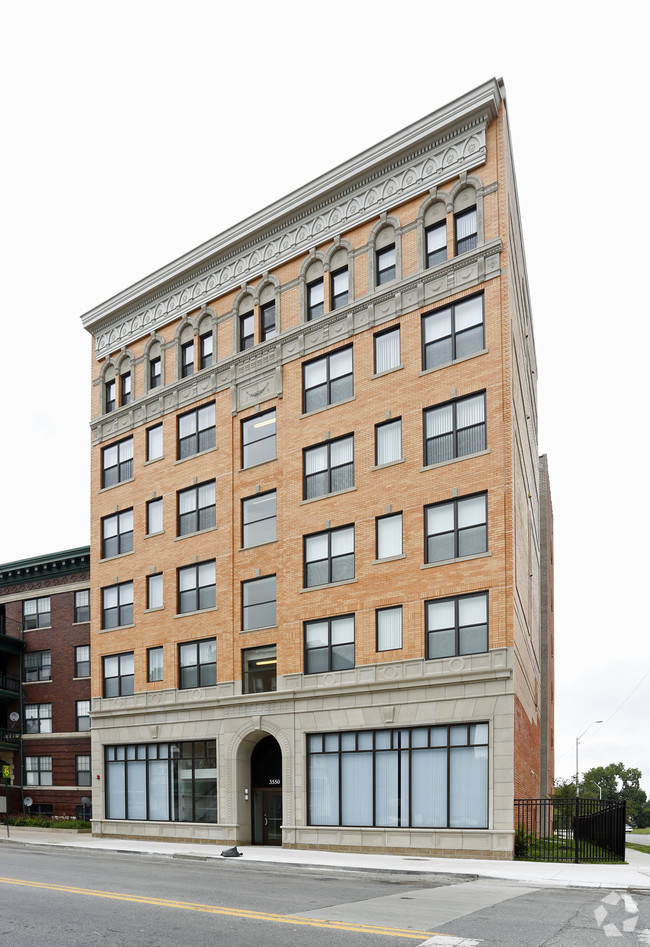
Cass Plaza Apartments (1924)